# Klalit

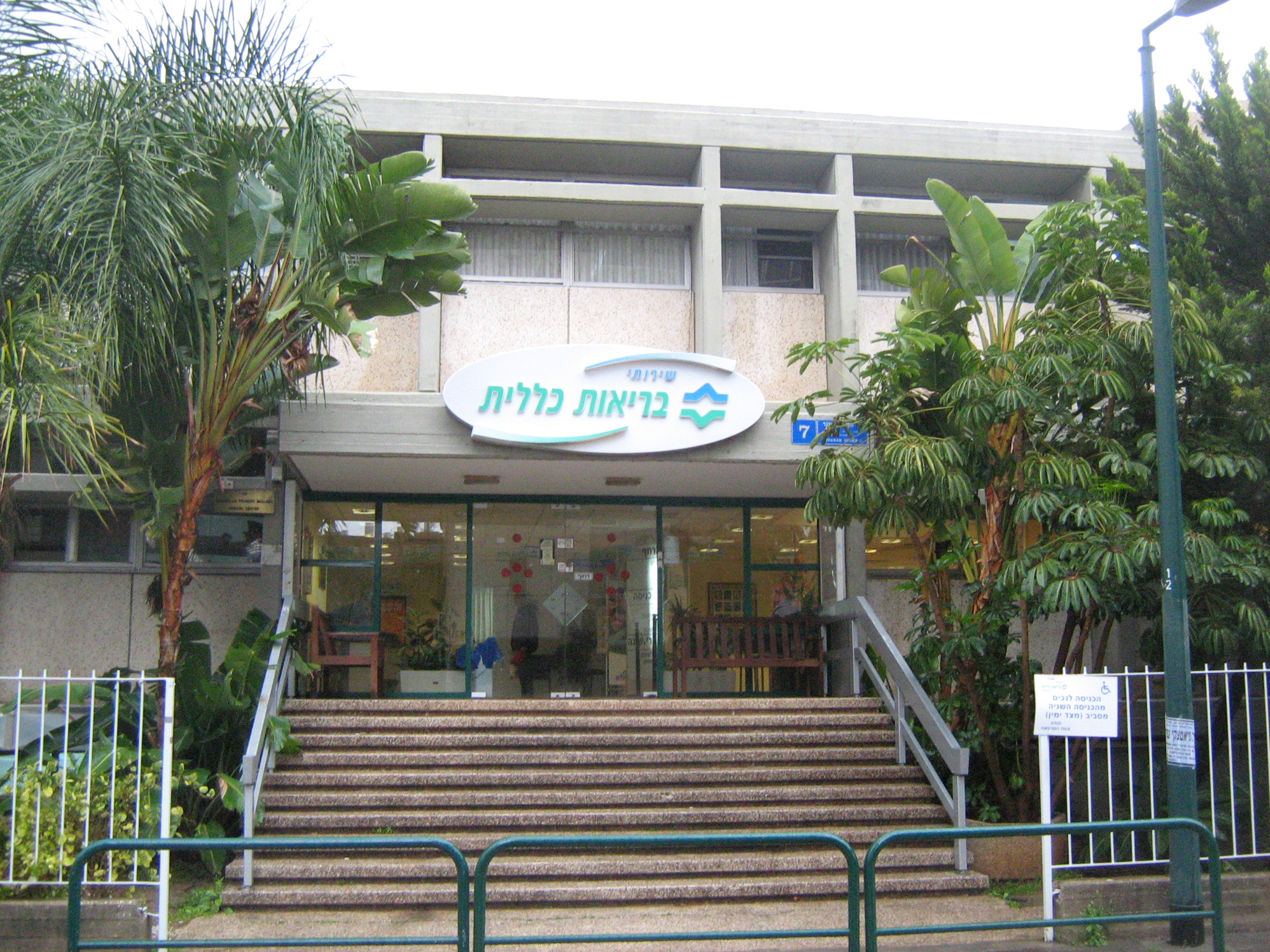
Klinika Klalit ve čtvrti Tel Avivu Ramat Aviv

Klalit (hebrejsky כללית‎), oficiální název Šerutej bri'ut Klalit (hebrejsky שרותי בריאות כללית‎, doslova Zdravotní služby Klalit, dříve Kupat cholim Klalit, קופת חולים כללית‎, Nemocenská pokladna Klalit) je zdravotní pojišťovna v Izraeli.

## Dějiny
Vznikla jako satelitní organizace při odborovém svazu Histadrut. Počátky pojišťovny ale sahají až do prosince 1911, kdy se skupina 150 židovských přistěhovalců rozhodla zřídit vzájemnou zdravotní službu. V rámci organizace Histadrut ha-po'alim ha-chakla'im be-Jehuda (הסתדרות הפועלים החקלאים ביהודה‎, Federace zemědělských dělníků v Judeji) dobrovolně odkládali část svých příjmů pro případ nemoci. Prvními zdravotnickými středisky napojenými na tento systém byly ošetřovny pro zemědělské pracovníky. 29. dubna 1930 byla otevřena první skutečná nemocnice, Nemocnice ha-Emek v Afule (v roce 1932 ovšem musela být dočasně uzavřena pro nedostatek financí). Výrazný rozmach prodělala Klalit po vzniku státu Izrael v roce 1948, kdy hrála klíčovou roli při zajišťování zdravotní péče pro rychle rostoucí populaci a nové vlny přistěhovalců.
K roku 1964 šlo o největší zdravotní pojišťovnu v Izraeli, která provozovala 964 zdravotnických zařízení, 10 všeobecných nemocnic a porodnic s více než 2200 lůžky (30 % celostátního lůžkového fondu), pět specializovaných nemocnic s 540 lůžky, 18 rehabilitačních středisek, 60 rentgenových a fyzioterapeutických institutů, 114 laboratoří, 168 klinik pro péči o matku a dítě, institut lékařského výzkumu a další pracoviště. Měla téměř 1 170 000 klientů (70 % populace Izraele). Počátkem 21. století Klalit provozovala osm vlastních nemocnic. V současnosti[kdy?] již má 3 800 000 klientů, 14 nemocnic (z toho osm všeobecných s 4400 lůžky a dvou psychiatrických léčeben) a víc než 1200 zdravotních středisek. Zaměstnává 7500 lékařů, 11 500 zdravotních sester, 1300 lékárníků, 4400 paramediků a 9400 administrativních zaměstnanců. Mezi pracovišti začleněnými do sítě Kupa cholim jsou i špičková zdravotnická zařízení jako Rabinova nemocnice v Petach Tikva, Lady Davis Hospital v Haifě nebo Nemocnice ha-Emek v Afule, která je nejstarší nemocnicí této sítě. Ve městě Kfar Saba je k dispozici Nemocnice Me'ir otevřená roku 1962, nyní začleněná do Sapir Medical Center. V Rechovotu funguje od roku 1953 Kaplanova nemocnice. Ve městě Beerševa je k dispozici Lékařské centrum Soroka, v Ejlatu Joseftalova nemocnice.
V roce 1994 se pojišťovna Klalit nacházela v těžké ekonomické situaci a byla blízko bankrotu. Nový ministr zdravotnictví Efrajim Sne tehdy řešení její existence definoval jako svůj hlavní krok v ministerské funkci. V lednu 1995 vstoupil v Izraeli v platnost zákon o všeobecném zdravotním pojištění, který vztáhl pojištění na celou populaci při zachování původních samostatných pojišťoven. Klalit zůstává největší nemocenskou pojišťovnou v zemi, pokrývá svými službami cca 60 % obyvatelstva. Pro svůj chod získává od státu poměrnou část vybraného zdravotního pojištění.
Hlavní protiváhou Klalit je pojišťovna Kupat cholim le'umit, kterou založil pravicový odborový svaz Histadrut ha-ovdim ha-le'umit.